# إيراكليو (آتيكا)
إيراكليو: (باليونانية:Ηράκλειο)، (بالإنجليزية:Irakleio)، مدينة يونانية ومركز لبلدية تقع في جنوب وسط البلاد وهي تقع ضمن مقاطعة شمال أثينا التي تتبع إدارياً لإقليم آتيكا الإداري.

## الموقع والسكان
تعتبر المدينة إحدى الضواحي الشمالية لأثينا، إذ تبعد مسافة 9 كيلومتر عن مركز العاصمة. تحدها من الشمال ليكوفريسي، من الشرق أماروسيو وبيفكي، من الجنوب نيا إيونيا، من الغرب أيضاً نيا إيونيا بالإضافة إلى كاماتيرو وَميتامورفوسي.
بلغ عدد سكان المدينة حوالي 46 ألف نسمة (إحصائيات 2001).

## التسمية والتاريخ
تعرف المدينة أيضاً باسم (نيو إيراكليو) (Neo Irakleio) وتعني إيراكليو الجديدة، أو إيراكليو آتيكيس (Irakleio Attikis) وتعني إيراكليو الآتيكية، وذلك لتمييزها عن إيراكليو الأكثر شهرة عاصمة كريت.
يعود الاسم إلى البطل الأسطوري هرقل بمعنى الـهرقلية (المدينة الهرقلية)، فقد كانت المدينة في العصور الكلاسيكية عبارة عن واحدة من البلدات الآتيكية القديمة، وكانت تدعى وقتها هيفستياذون (Hefestiadon)، وكان يعبد فيها هرقل ضمن معبد يحمل اسمه.
استمرت المنطقة بحمل أسماء قريبة من اسمها القديم على الرغم من اندثار البلدة القديمة، فقد كانت تعرف باسم أراكلي (Arakli) خلال الفترة الـعثمانية.
بدأ العمران الحديث فيها اعتباراً من بدابات الـقرن العشرين، واستمر هذا حتى خمسينيات هذا القرن.

## متفرقات
- تقسم المدينة إلى ثلاثة أجزاء هي باليو إراكليو (إراكليو القديمة)، نيو إراكليو (إراكليو الجديدة) وآنو إراكليو (إراكليو العليا).
- أغلب أراضي المدينة هي عبارة عن مناطق سكنية.

## وصلات خارجية
- موقع المدينة الرسمي